# Shōnen Matsumura
Shōnen Matsumura (jap. 松村 松年 Matsumura Shōnen; ur. 1872, zm. 1960) – japoński entomolog.
Matsumura urodził się 5 marca 1872 w Akashi w prefekturze Hyōgo. Zdobył tytuł doktora. Był wyróżniającą się postacią w japońskiej entomologii i pionierem tej dziedziny w Azji Wschodniej. Badał entomofaunę imperium japońskiego, które obejmowało wiele obecnych państw Azji.
Od 1898 opublikował ponad 240 artykułów i 35 książek. Do najbardziej znanych należy monumentalna, 12-tomowa "Thousand Insects of Japan" wydawana od 1904 do 1921. W swoich pracach opisał ponad 1200 nowych gatunków, głównie motyli i błonkówek, ale także wielu innych rzędów jak pluskwiaki, muchówki czy chrząszcze.
Matsumura zmarł 7 listopada 1960 roku w Tokio. Jego kolekcja zdeponowana jest w Uniwersytecie Hokkaido w Sapporo.